# 해군정보단
해군정보단은 진해 해군기지에 본부를 두고있는 대한민국 해군 작전사령부 직할 군사정보부대이다.
1995년 10월 1일에 해양전술정보단으로 창설되었다.

## 운용하는 선박
현재 모든 선박은 정보수집함으로 분류된다.
- AGS-11 신천지; 1993년 ~ 2013년 12월
- AGS-12 신세기; 2003년 ~ 현재
- AGS-13 신기원; 2012년 ~ 현재

## 계보
- 1995년 10월 1일, 해양전술정보단
영어: Maritime Tactical Intelligence Group
- 2012년 2월 1일, 해군정보단
- 2022년, 해양정보단

## 참고
1. ↑  이유 (1995년 10월 4일). “安해참총장 國會국방위 보고(종합)”. naver 뉴스. 연합뉴스. 2021년 1월 20일에 확인함.